# 芒廷萊克斯 (新澤西州)
芒廷萊克斯（英語：Mountain Lakes）是位於美國新澤西州摩里斯縣的自治市鎮。

## 人口
根據2020年美國人口普查的數據，芒廷萊克斯的面積為7.53平方千米，當中陸地面積為6.83平方千米，而水域面積為0.68平方千米。當地共有人口4472人，而人口密度為每平方千米594人。